# Dominique Vlasto

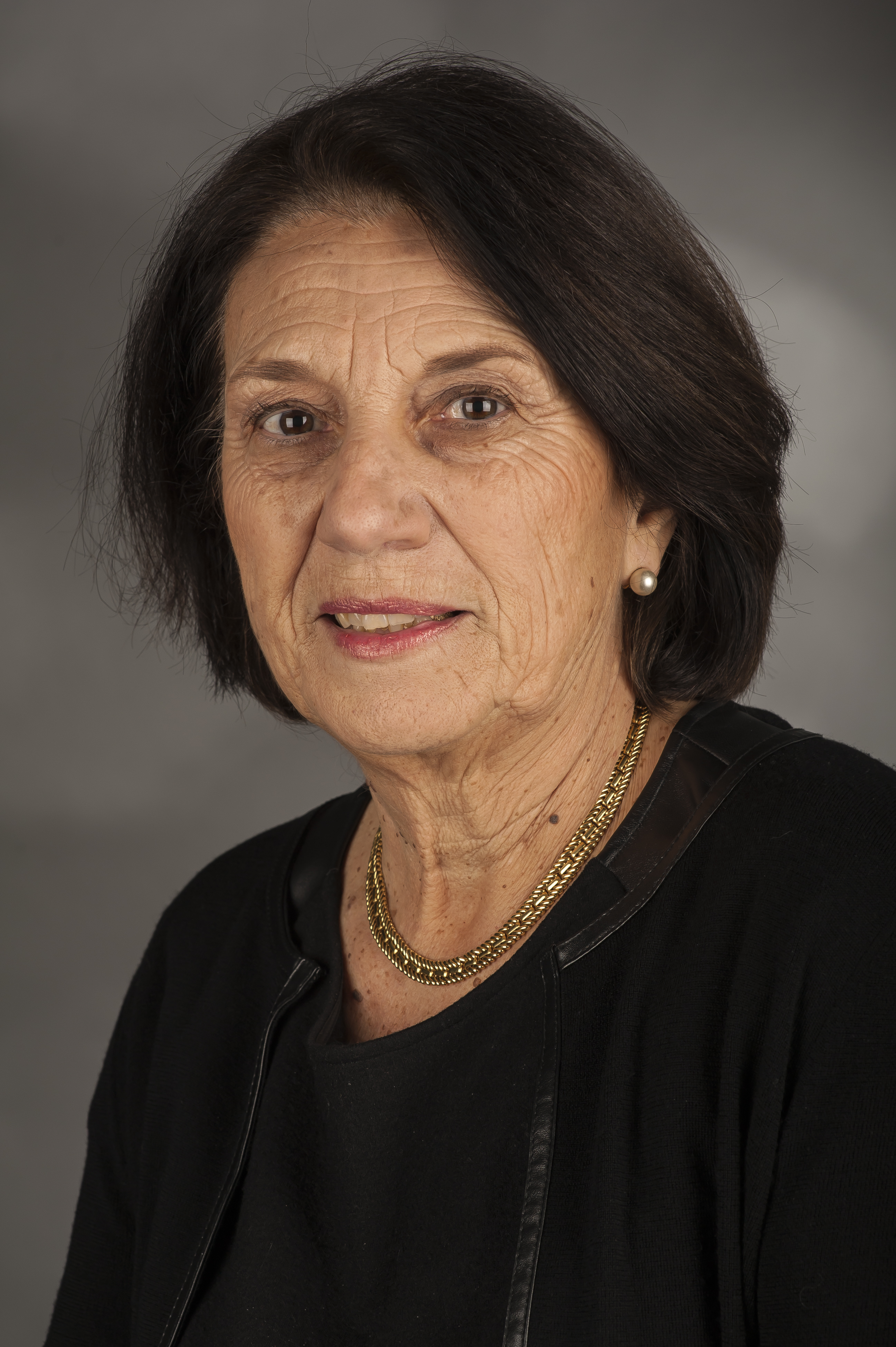
Dominique Vlasto (2014)

Dominique Vlasto (* 14. August 1946 in Marseille) ist eine französische Politikerin der Union pour un mouvement populaire (UMP).

## Leben
Von 1983 bis 1989 war Vlasto Mitglied im Stadtrat von Marseille. Von 1995 bis 2001 war Vlasto im Vorstand von France Congrès. Seit 1999 ist Vlasto Abgeordnete im Europäischen Parlament.

## EU-Parlamentarierin
Vlasto ist in der Fraktion der Europäischen Volkspartei (Christdemokraten).
In der Periode 2009 bis 2014 ist Vlasto Mitglied im Ausschuss für Verkehr und Fremdenverkehr, in der Delegation für die Beziehungen zu den Maghreb-Ländern und der Union des Arabischen Maghreb, sowie in der Delegation in der Parlamentarischen Versammlung der Union für den Mittelmeerraum.
Als Stellvertreterin ist sie im Ausschuss für auswärtige Angelegenheiten, Menschenrechte, Gemeinsame Sicherheit und Verteidigungspolitik und in der Delegation in der Paritätischen Parlamentarischen Versammlung AKP-EU.

## Auszeichnungen
- 1995: Ritter des Ordre national du Mérite